# Championnats de Belgique d'athlétisme 1954
En 1954, les championnats de Belgique d'athlétisme toutes catégories, hommes et femmes, se sont tenus les 7 et 8 août au stade du Heysel à Bruxelles. 
Roger Moens a amélioré son record de Belgique sur 800 mètres en 1.47,5.

## Résultats
| Hommes                | Prestation | Catégorie         | Femmes           | Prestation |
| --------------------- | ---------- | ----------------- | ---------------- | ---------- |
| Jacques Vercruysse    | 11,0 s     | 100 m             | Josette Demeuter | 12,9 s     |
| Carlos Germonprez     | 22,0 s     | 200 m             | Suzanne Krol     | 26,6 s     |
| Roger Moens           | 48,1 s     | 400 m             |                  |            |
| Roger Moens           | 1.47,5     | 800 m             | Maria Kessels    | 2.26,1     |
| Frans Herman          | 3.52,6     | 1 500 m           |                  |            |
| Lucien Hanswijk       | 14.46,6    | 5 000 m           | -                | -          |
| Frans Herman          | 31.13,2    | 10 000 m          | -                | -          |
| -                     | -          | 80 m haies        |                  |            |
| Willy Slabbers        | 15,0 s     | 110 m haies       | -                | -          |
| Jacques Vanden Abeele |            | 200 m haies       | -                | -          |
| Dirk Stoclet          | 53,8 s     | 400 m haies       | -                | -          |
| Roger Deweer          | 9.04,2     | 3000 m steeple    | -                | -          |
| Walter Herssens       | 1,85 m     | saut en hauteur   | Olga De Ceuster  | 1,40 m     |
| Raymond Van Dijck     | 3,90 m     | saut à la perche  | -                | -          |
| Georges Salmon        | 6,85 m     | saut en longueur  | Maria Gijsels    | 5,11 m     |
| Walter Herssens       | 14,78 m    | triple saut       | -                | -          |
| Willy Wuyts           | 14,70 m    | lancer du poids   | Simone Saenen    | 11,95 m    |
| Georges Dejonghe      | 43,84 m    | lancer du disque  | Simone Saenen    | 40,05 m    |
| Florent Luyten        | 57,71 m    | lancer du javelot | Olga De Ceuster  | 36,90 m    |
| Henri Haest           | 52,29 m    | lancer du marteau | -                | -          |

Source du tableau : LBFA 